# José Ángel Iribar
José Ángel Iribar Kortajarena (Zarautz, 1º marzo 1943) è un allenatore di calcio ed ex calciatore spagnolo, di ruolo portiere, campione europeo 1964 con la Spagna.

## Carriera

### Giocatore

#### Club
È il giocatore dell'Athletic Club che conta più presenze totali in prima squadra (614), più presenze in campionato (466), più presenze in Copa del Rey (99) e più presenze in Coppa UEFA (49).
Debuttò nella Primera División spagnola il 23 settembre 1962 durante Malaga-Athletic 2-0, subentrando a Carmelo Cedrún, all'epoca bandiera dei baschi. Al termine della sua carriera, ironia della sorte, venne sostituito da Andoni Cedrún, figlio dello stesso Carmelo.

Iribar (a destra), capitano dell'Athletic Club, saluta lo juventino Furino prima della finale di andata della Coppa UEFA 1976-1977

Con l'Athletic Club vinse due edizioni dell'allora Copa del Generalísimo, nel 1969 e nel 1972-1973, e giunse in finale di Coppa UEFA nel 1976-1977. Vinse, inoltre, il Trofeo Zamora come miglior portiere nel 1970.
Nel dicembre del 1976, prima di una gara con la Real Sociedad, Iribar e il capitano degli avversari Kortabarría portarono in campo una Ikurrina, la bandiera basca, stendendola nel cerchio di centrocampo: fu la prima esposizione pubblica della bandiera dopo la morte del dittatore spagnolo Francisco Franco. Successivamente iniziò ad interessarsi alla politica locale e divenne un sostenitore di Herri Batasuna.

#### Nazionale
Giocò 49 partite con la nazionale spagnola, nelle quali subì 42 reti. Esordì l'11 marzo 1964 in Spagna-Irlanda del Nord (5-1). Con la maglia delle Furie rosse vinse l'Europeo del 1964, partecipando inoltre alle edizioni dei Mondiali del 1966 e alle qualificazioni del 1970 e del 1974, e degli Europei del 1968 e del 1972. Concluse la carriera in nazionale il 24 aprile 1976 in Spagna-Germania Ovest (1-1).

### Allenatore
Nel 1980 si ritirò dal calcio giocato ed entrò nello staff tecnico dell'Athletic Club. Nel 1983 divenne per una stagione l'allenatore dell'Athletic B e giunse al secondo posto della Segunda División, il massimo risultato mai raggiunto da questa squadra. Due anni più tardi si sedette per una stagione sulla panchina della prima squadra, ma giunse solo tredicesimo.
Dal 1999 al 2010 è stato selezionatore e allenatore dell'Euskal Selekzioa, la rappresentativa formata da soli giocatori baschi.

## Palmarès

### Giocatore

#### Club

##### Competizioni nazionali
- Coppa di Spagna: 2

Athletic Club: 1969, 1972-1973

##### Competizioni internazionali
- Pequeña Copa del Mundo: 1

Athletic Club: 1967

#### Nazionale
- Campionato d'Europa: 1

Spagna 1964

#### Individuale
- Trofeo Zamora: 1

1970